# Dolphin Ocean Swim
『Dolphin Ocean Swim』（ドルフィン オーシャン スイム）は、米川英之が1995年4月26日にバップからリリースした3枚目のシングルである。

## 解説
- 同年6月1日発売のアルバム「azul」の発表に先駆けてシングルとしてリリース（アルバムにも収録されている）。

## 収録曲
| 全作曲: 米川英之、全編曲: 米川英之・難波弘之。 |                                          |                  |            |      |
| #                                              | タイトル                                 | 作詞             | 作曲・編曲 | 時間 |
| 1.                                             | 「Dolphin Ocean Swim」                   | 加藤健・原海太郎 | 米川英之   | 4:35 |
| 2.                                             | 「月に光る涙」                           | 加藤健           | 米川英之   | 4:22 |
| 3.                                             | 「Dolphin Ocean Swim(Original karaoke)」 | 加藤健・原海太郎 | 米川英之   | 4:33 |